# Vega-Valdavia
Es una comarca natural situada en el noroeste de la provincia de Palencia, Castilla y León, España, con centro en el municipio de Saldaña. 
En ella, se distinguen cuatro subcomarcas o comarcas menores:
| Páramo                  | Vega                     | Loma                   | Valdavia                  |
| ----------------------- | ------------------------ | ---------------------- | ------------------------- |
| San Andrés de la Regla  | Acera de la Vega         | Bahíllo                | Arenillas de Nuño Pérez   |
| San Llorente del Páramo | Albalá de la Vega        | Carbonera              | Arenillas de San Pelayo   |
| San Martín del Valle    | Barrios de la Vega       | Gozón de Ucieza        | Ayuela                    |
| Villambroz              | Bustillo de la Vega      | Itero Seco             | Bárcena de Campos         |
| Villapún                | Celadilla del Río        | La Serna               | Barrio de la Puebla       |
| Villarrabé              | Fresno del Río           | Membrillar             | Barriosuso                |
| Villarrobejo            | Gañinas                  | Portillejo             | Buenavista de Valdavia    |
| Villota del Páramo      | Lagunilla de la Vega     | Quintanilla de Onsoña  | Castrillo de Villavega    |
|                         | Lobera de la Vega        | Relea de la Loma       | Congosto de Valdavia      |
|                         | Moslares de la Vega      | Renedo del Monte       | Cornoncillo               |
|                         | Pedrosa de la Vega       | Saldaña                | La Puebla de Valdavia     |
|                         | Pino del Río             | Valcabadillo           | Polvorosa de Valdavia     |
|                         | Poza de la Vega          | Valenoso               | Renedo de Valdavia        |
|                         | Quintanadíez de la Vega  | Vega de Doña Olimpa    | Tabanera de Valdavia      |
|                         | Renedo de la Vega        | Velillas del Duque     | Valderrábano              |
|                         | Saldaña                  | Villafruel             | Valles de Valdavia        |
|                         | San Martín del Obispo    | Villaires              | Villabasta de Valdavia    |
|                         | Santa Olaja de la Vega   | Villalafuente          | Villaeles de Valdavia     |
|                         | Santervás de la Vega     | Villantodrigo          | Villamelendro de Valdavia |
|                         | Santillán de la Vega     | Villanueva del Monte   | Villanueva de Abajo       |
|                         | Villaluenga de la Vega   | Villaproviano          | Villanuño de Valdavia     |
|                         | Villamoronta             | Villarmienzo           | Villasila de Valdavia     |
|                         | Villarrodrigo de la Vega | Villasur               | Villavega de Castrillo    |
|                         | Villosilla de la Vega    | Villorquite del Páramo |                           |
|                         |                          | Villota del Duque      |                           |